# 薛永順
薛永順（1916年3月10日—1973年2月26日），中華民國棒球選手，背號19號，主要守備位置內野手、投手。
薛永順原籍福州市，自小隨經商的父親旅居日本，因此接觸棒球運動。1936年加入剛成立的日本職棒，效力名古屋金鯱隊，後日本職棒因第二次世界大戰中斷賽程，薛永順因此離開日本職棒，在戰爭結束後加入台灣的石炭棒球隊，並被推舉為教練。1948年，石碳隊代表台灣省參加於上海市舉辦的第七屆全國運動會，後全運會改棒球為表演項目，列壘球為正式項目。因此，石碳隊隊員以棒球選手的身份投入壘球比賽，拿到該屆的壘球冠軍。

## 棒球經歷
- 大分商業學校棒球隊
- 橫濱專門學校
- 日本職棒名古屋金鯱隊
- 石炭棒球隊隊
- 合庫棒球隊教練

## 職棒紀錄
- 1937年春季--全壘打第三名(三支)
- 1937年秋季--全壘打第六名

職棒生涯總計出賽311場，打擊率0.205。

## 外部連結
- 薛永順在台灣棒球維基館上的頁面（繁體中文）